# Karl Burman
Karl Friedrich Burman (* 17. Mai 1882 in Sumy, Gouvernement Charkow; † 10. Mai 1965 in Tallinn) war ein estnischer Architekt und Aquarellmaler. Als einer der ersten professionellen Architekten wird er zu den Begründern der estnischen Nationalarchitektur gezählt.

## Leben
Karl Friedrich Burman absolvierte 1896 die Peetri-Grundschule in Tallinn und 1899 die 
Tallinn Sekundarschule der Wissenschaft. Ab 1900 studierte er an der G. Stroganow-Schule für technisches Malen und Zeichnen. Von 1901 bis 1902 absolvierte er seine Ausbildung an der Stieglitz-Akademie für Kunst und Design. Danach studierte er bis 1909 an der Kaiserlichen Kunstakademie in St. Petersburg Architektur. Von 1909 bis 1910 war er Architekt in Tallinn, 
ab 1912 bis zum Beginn des Ersten Weltkrieges im Architekturbüro von Artur Perna. Während des Ersten Weltkrieges war er am Bau der Seefestung Imperator Peter der Große beteiligt. Nach dem Krieg war er von 1919 bis 1921 im Bildungsministerium tätig, bevor er bis 1923 in die Bauabteilung des Straßenministeriums wechselte. Ab 1922 nahm er eine Tätigkeit als Dozent an der Technischen Universität Tallinn auf. 
1941 wurde das Haus der Burmanns im Stadtteil Kadriorg zerstört. In dem Künstlerhaus, das zusammen mit den Künstlern Peet Aren und August Jansen gegründet wurde, wurden mehrere Originalentwürfe von Karl Bruma, sowie Werke seines Bruders Paul Burman zerstört. Danach wohnte er im Mägdeturm.

## Architektur
Als Architekt vertiefte sich Karl Burman sehr in seine Projekte, tatsächlich bewohnte er mehrere der von ihm entworfenen Gebäuden selbst. So zog er in das Apartment-Studio im Haus an der Tatri 21b, das Haus gehörte dem Journalisten und Verleger August Busch und wurde aus diesem Grunde auch Busch-Haus genannt.
Karl Burman war ein Verfechter des nationalromantischen Stils der im Baltikum und Skandinavien Verbreitung fand, so war Burman einer der ersten der große Miethäuser in Tallinn auf der Grundlage nordischer Architektur entwarf, auch die Filialen der Eesti Pank, der estnischen Zentralbank. in Vijandi und Tartu und das Bahnhofsgebäude des Bahnhofs von Järvi stehen für den von ihm mitgeprägten Architekturstil.